# Redresor

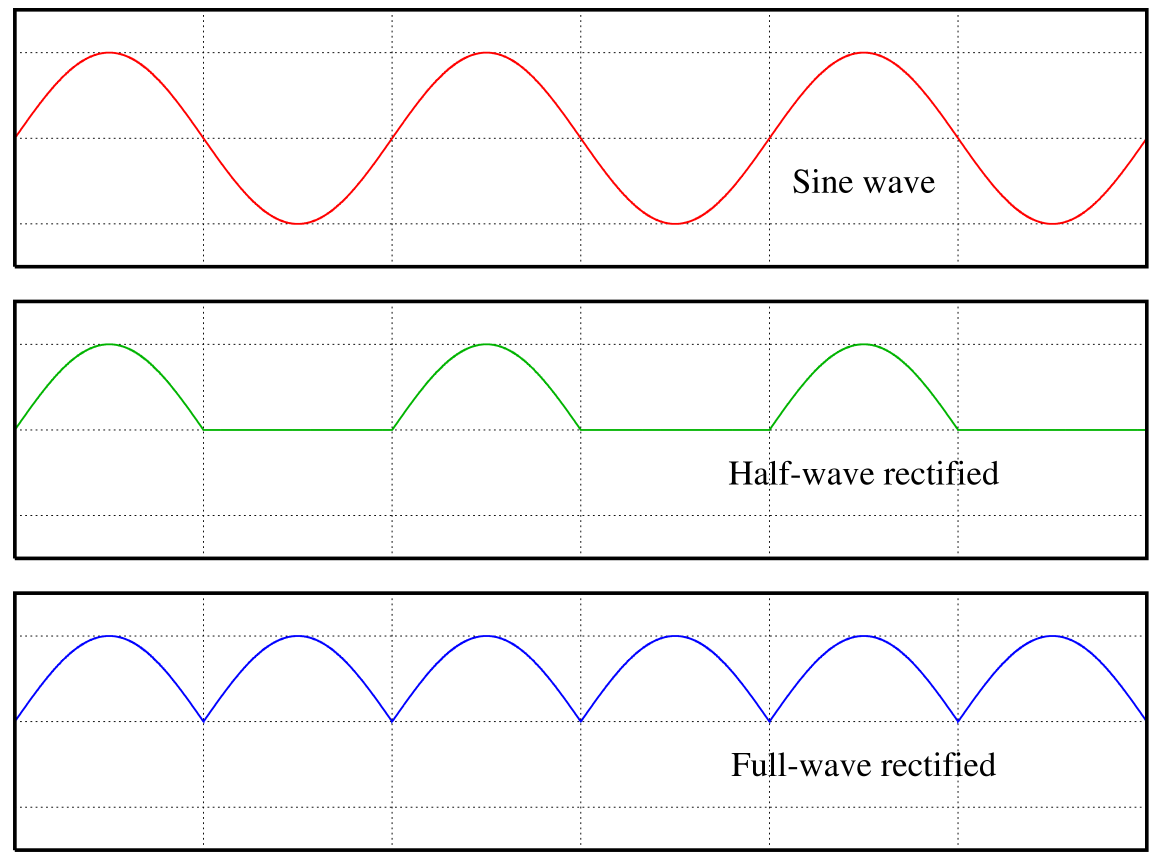
Imaginea înfățișează unda produsă de curent alternativ, respectiv de curentul redresat parțial și total.

Un redresor este un dispozitiv electric care servește la transformarea curentului alternativ în curent continuu. Procedeul poartă numele de redresare. Pentru netezirea pulsațiilor de tensiune continuă (redresată) sunt folosite de regulă condensatoare electrice. Fizic, după tehnologia folosită pentru redresare, se deosebesc (și ca aspect exterior): 
1. Tuburi electronice redresoare (cu vid)
2. Redresoare cu vapori de mercur
3. Diode redresoare semiconductoare
4. Tiristoare (diode redresoare controlate)

## Utilizări
Redresoarele au numeroase întrebuințări, cel mai frecvent pentru alimentarea receptorilor de energie electrică cu funcționare în curent continuu de la rețele de curent alternativ. Concret se pot menționa:
- pentru alimentarea receptorilor (consumatori) de curent continuu (c.c.; în engleză DC) de la rețele de curent alternativ (c.a.; în engleză AC),
- pentru legătură electrică energetică între rețele electrice aflate la mare distanță,
- pentru cuplarea rețelelor de energie electrică de c.a. nesincrone (defazate reciproc) prin legătură în c.c. la tensiune înaltă (kilovolți),
- pentru măsurători în domeniul electric,
- în tehnica radio, de exemplu pentru demodularea semnalelor radio ce sunt modulate în amplitudine pentru transmisie (emisie) la distanță,
- integrarea unui dispozitiv redresor în alternatorul utilizat pentru încărcarea bateriei electrice a unui autovehicul.

## Monoalternanță și bialternanță
După felul de redresare al celor două alternanțe ale curentului alternativ, redresoarele pot fi:
- cu redresare de tip "monoalternanță",
- cu redresarea ambelor alternanțe (pozitivă și negativă), de tip "bialternanță".

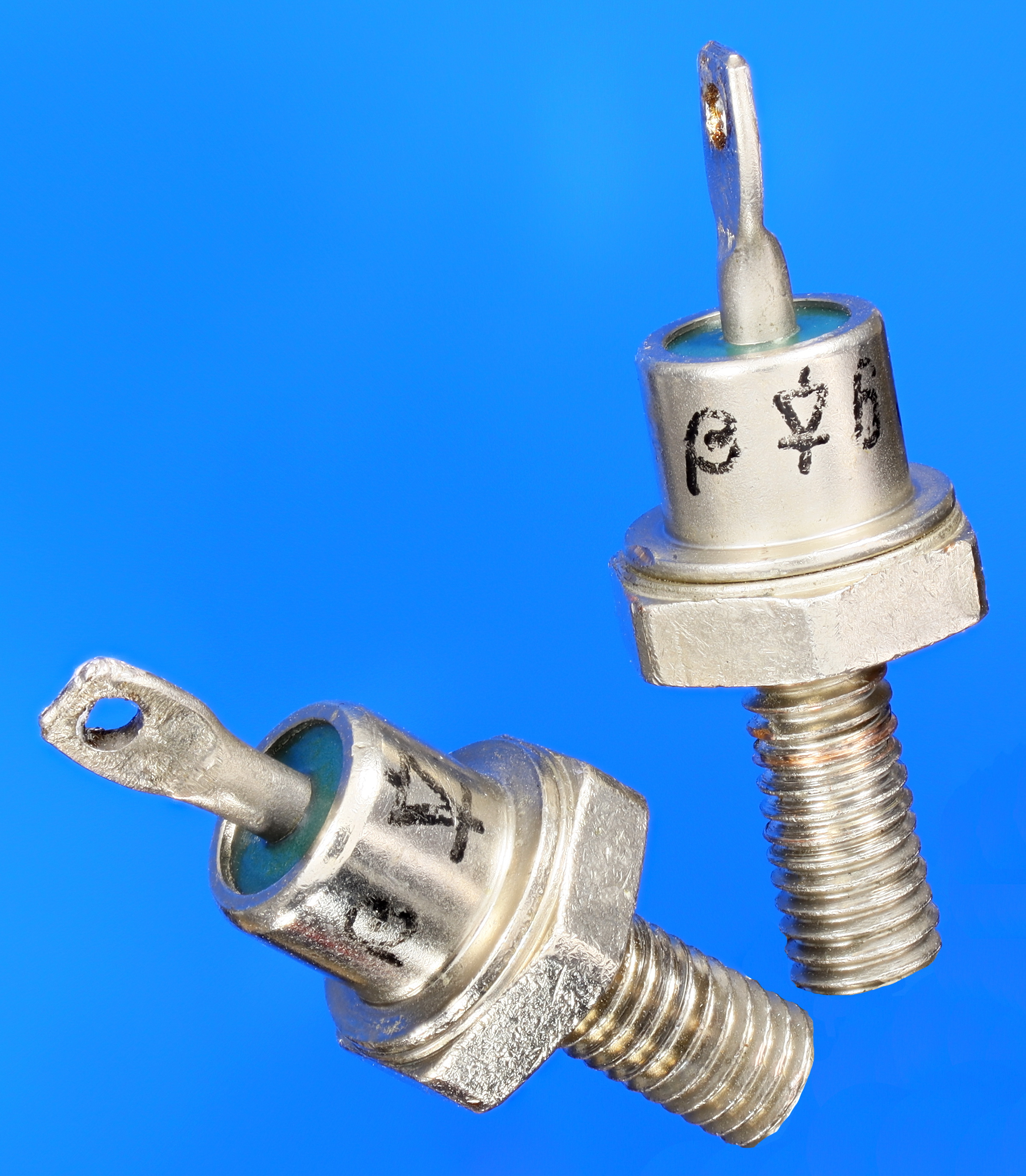
Diode tip 6SI8, diode cu siliciu, redresoare, 6.8A, 800 V, fabricate la IPRS Băneasa, România
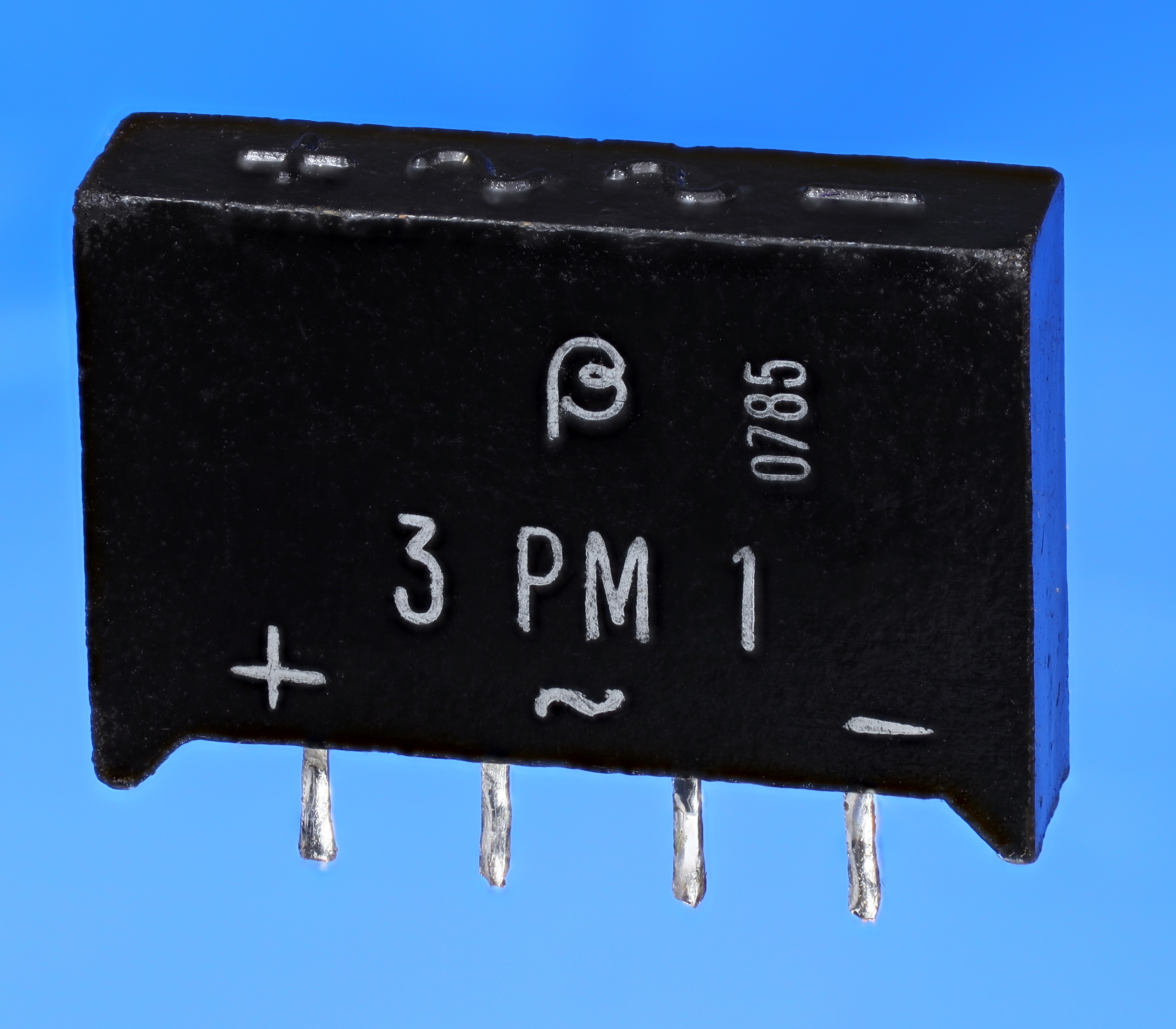
Punte de diode 3PM1, utilizată la redresarea ambelor alternanțe, 3.2A, 60 V, fabricată la IPRS Băneasa, România

## Randament
Cele mai multe redresări de curent alternativ se fac cu diode normale (nu cu tiristoare) la un randament energetic de până la 95% pentru redresarea bialternanță.

## Patente
- U.S. Patent 1640335 — Copper oxide rectifiers (L.O. Grondahl și P.H. Geiger au inventat un astfel de dispozitiv în 1927)